# Ігапо
Ігапо (з мов тупі-гуарані) — тип ландшафту низьких затоплюваних заплав річок Амазонської низовини, вкритих тропічними лісами.